# タウンページライブラリー
タウンページライブラリーは、東日本電信電話（NTT東日本）および西日本電信電話（NTT西日本）が運営する、電子化された全国各地のタウンページを閲覧することができるウェブサイトである。サービスは無料で利用可能。

## 概要
従来、タウンページのインターネット版としてはNTTタウンページ株式会社が運営する「iタウンページ」があるが、「タウンページライブラリー」は紙で発行されるタウンページをレイアウトそのままで広告を含め全ページ電子書籍化し、ウェブブラウザで閲覧できるサービスである。
2011年（平成23年）5月からサービスを開始し、各地のタウンページの改訂に合わせて掲載地域を順次拡大の上、2012年（平成24年）4月までに全国のタウンページが閲覧可能となった。